# 초롱이의 옛날여행의 에피소드 목록 (1993년)
이 문서에서는 대한민국의 방송사 한국방송공사의 KBS 2TV에서 만화 프로그램으로 방송된 《초롱이의 옛날여행》  1993년 에피소드 목록을 나열한다.

## 에피소드 목록
| 회차 | 방송일    | 부제                         | 비고 |
| 1화  | 10월 22일 | 민족의 시조 단군             |      |
| 2화  | 10월 29일 | 훈민정음과 세종대왕          |      |
| 3화  | 11월 5일  | 호국의 명장 을지문덕         |      |
| 4화  | 11월 12일 | 민족의 과학자 장영실         |      |
| 5화  | 11월 19일 | 한의학의 선구자 허준         |      |
| 6화  | 11월 26일 | 바다의 제왕 장보고           |      |
| 7화  | 12월 3일  | 대륙의 정복자 광개토대왕     |      |
| 8화  | 12월 10일 | 발로 그린 대동여지도 김정호  |      |
| 9화  | 12월 17일 | 목민심서와 정약용            |      |
| 10화 | 12월 24일 | 북벌의 높은 기상 효종과 이완 |      |

## 결방 사유
- 12월 31일 : 퀴즈 탐험 신비의 세계 연말특집 (18:30 ~ 19:50)